# اراذل (فیلم)
اراذل (مجاری: Félvilág) یک فیلم به کارگردانی آتیلا ساس است که در سال ۲۰۱۵ منتشر شد. از بازیگران آن می‌توان به درکا گریلوس و یانوش کولکا اشاره کرد.